# قائمة أنواع الإلسيوم
من أنواع نبات الليسوم
- ليسوم حقيقي (الاسم العلمي: Illicium verum)
- ليسوم أكماني (الاسم العلمي: Illicium ekmanii)
- ليسوم أملس الورق (الاسم العلمي: Illicium leiophyllum)
- ليسوم بورمي (الاسم العلمي: Illicium burmanicum)
- ليسوم ترنشترومياني (الاسم العلمي: Illicium ternstroemioides)
- ليسوم جبلي (الاسم العلمي: Illicium montanum)
- ليسوم جذعي الأزهار (الاسم العلمي: Illicium cauliflorum)
- ليسوم رقيق الأوراق (الاسم العلمي: Illicium tenuifolium)
- ليسوم سانغي (الاسم العلمي: Illicium tsangii)
- ليسوم ساي (الاسم العلمي: Illicium tsaii)
- ليسوم ستابفي (الاسم العلمي: Illicium stapfii)
- ليسوم سناني (الاسم العلمي: Illicium lanceolatum)
- ليسوم سومطري (الاسم العلمي: Illicium sumatranum)
- ليسوم سيموني (الاسم العلمي: Illicium simonsii)
- ليسوم شبه جزيري (الاسم العلمي: Illicium peninsulare)
- ليسوم شجري (الاسم العلمي: Illicium arborescens)
- ليسوم صغير الأزهار (الاسم العلمي: Illicium parviflorum)
- ليسوم صغير الأوراق (الاسم العلمي: Illicium parvifolium)
- ليسوم صغير الزهر (الاسم العلمي: Illicium micranthum)
- ليسوم ضيق الكأسية (الاسم العلمي: Illicium angustisepalum)
- ليسوم طاشيروي (الاسم العلمي: Illicium tashiroi)
- ليسوم غليظ الأوراق (الاسم العلمي: Illicium pachyphyllum)
- ليسوم فلوريدا (الاسم العلمي: Illicium floridanum)
- ليسوم فليبيني (الاسم العلمي: Illicium philippinense)
- ليسوم قصير القلم (الاسم العلمي: Illicium brevistylum)
- ليسوم قليل الأزهار (الاسم العلمي: Illicium oliganthum)
- ليسوم قليل الأسدية (الاسم العلمي: Illicium oligandrum)
- ليسوم كبير (الاسم العلمي: Illicium majus)
- ليسوم كبير الزهر (الاسم العلمي: Illicium macranthum)
- ليسوم كمبودي (الاسم العلمي: Illicium cambodianum)
- ليسوم كوبي (الاسم العلمي: Illicium cubense)
- ليسوم كينابالي (الاسم العلمي: Illicium kinabaluense)
- ليسوم مانيبوري (الاسم العلمي: Illicium manipurense)
- ليسوم مايوي (الاسم العلمي: Illicium maius)
- ليسوم مبجل (الاسم العلمي: Illicium religiosum)
- ليسوم متباين (الاسم العلمي: Illicium variegatum)
- ليسوم مسنن حاد (الاسم العلمي: Illicium acudentatum)
- ليسوم معتدل (الاسم العلمي: Illicium modestum)
- ليسوم معرق (الاسم العلمي: Illicium reticulatum)
- ليسوم نجمي (الاسم العلمي: Illicium stellatum)
- ليسوم هوتي (الاسم العلمي: Illicium hottense)
- ليسوم واردي (الاسم العلمي: Illicium wardii)
- ليسوم ياباني (الاسم العلمي: Illicium japonicum)